# Bernardo Flores
Bernardo Flores (Guadalajara, Jalisco, 9 de marzo de 1996) es un actor de televisión mexicano.

## Carrera profesional
Flores estudió actuación en el Centro de Educación Artística de Televisa. Comenzó su carrera en la televisión apareciendo en la serie Como dice el dicho, y en tres episodios de la telenovela Caer en tentación. Al siguiente año participó en un episodio de la serie biográfica de Luis Miguel, Luis Miguel: la serie. Posteriormente obtuvo mayor reconocimiento por interpretar a Pablo Valentín, un joven homosexual en Like.
Para inicios de 2020, se incorporó como parte del elenco regular de la segunda temporada de La Doña, en donde interpretó a Luis Navarrete—un joven psicópata líder una banda de secuestradores de mujeres—. Luego en ese mismo año participó en un episodio de Esta historia me suena. En 2021 se integró a la producción de la segunda temporada de Pasión de gavilanes,  donde interpreta a Juan David Reyes, el hijo de Danna García y Mario Cimarro en la trama. También participó en Express, su primera serie fuera de México. Ambas producciones se estrenaron en 2022.

## Vida Personal
En 2023 está casado con la joven actriz Sury Sadai tenía 27 años la misma edad.

## Filmografía
| Año       | Título                    | Rol                          | Notas                                                  |
| --------- | ------------------------- | ---------------------------- | ------------------------------------------------------ |
| 2017      | Caer en tentación         | Personaje desconocido        | Telenovela; 3 episodios.                               |
| 2017      | Como dice el dicho        | Personaje desconocido        | Serie de antología; 1 episodio.                        |
| 2018      | Luis Miguel: la serie     | Catalino                     | Serie de televisión web; Ep. «Decidete»                |
| 2018-2019 | Like                      | Pablo Valentín Ferrer        | Telenovela; rol principal.                             |
| 2020      | La Doña                   | Luis «Lucho» Navarrete Rojas | Telenovela (temporada 2); rol recurrente.              |
| 2020      | Esta historia me suena    | José María                   | Serie de antología, Ep. «No es serio este cementerio». |
| 2022-2023 | Express                   | Leo Malasangre               | Serie de televisión web, rol principal.                |
| 2022      | Pasión de gavilanes       | Juan David Reyes Elizondo    | Telenovela (temporada 2).                              |
| 2023      | Senda prohibida           | Julio                        | Serie de televisión web, rol recurrente                |
| 2023      | Urban. La vida es nuestra | Patricio «Patrick» Hernández | Serie de televisión web, rol principal                 |
| 2024      | Las hermanas Guerra       | Pedro                        | Serie de televisión web, rol principal                 |
| 2025      | Secretos de parejas       | El mismo                     | Reality show                                           |
| 2025      | Velvet: el nuevo imperio  | Ricardo «Ricky» Eleuterio    | Serie de televisión web, rol recurrente                |